# De grote vier (boek)
De grote vier (originele titel The Big Four) is een misdaadroman geschreven door de Britse schrijfster Agatha Christie. Het werk werd gepubliceerd door William Collins & Sons op 27 januari 1927. De hoofdpersonages zijn Hercule Poirot, Arthur Hastings en hoofdinspecteur Japp.
De plot van De grote vier is anders dan die van de andere Poirot-verhalen. In het verhaal komt meer actie voor dan in de andere werken met als hoofdpersonage Hercule Poirot. De misdaadroman is gebaseerd op twaalf eerder verschenen korte verhalen. 

## Verhaal
Legerkapitein Arthur Hastings reist af naar Engeland om enkele zaken af te handelen. Daar gaat hij op bezoek bij zijn goede vriend Poirot. In Poirots appartement aangekomen hoort Hastings van een opdracht die Poirot kreeg van een steenrijke Amerikaanse zakenman.
Dan dringt er een informant het huis binnen die Hastings en Poirot op het spoor zet van een crimineel netwerk. Aan het hoofd van dit netwerk, dat volgens de indringer vertakkingen heeft in binnen- en buitenland, staan vier meedogenloze kopstukken. Ze worden De Grote Vier genoemd en hun identiteit is onbekend. Volgens de informant betreft het een geniale Chinees (Li Chang Yen), een schatrijke Amerikaan (Abe Ryland), een zeer intelligente Française (Madame Olivier) en een professionele moordenaar (Claud Darrel). Poirot en Hastings besluiten alles in het werk te stellen om het criminele netwerk op te rollen.

## Eerste publicatie
Het boek is opgebouwd uit 18 hoofdstukken die eerder in 1924 als twaalf losse verhalen in The Sketch werden gepubliceerd. 
| Hoofdstuk en titel                                                  | oorspronkelijke titel                  | eerste publicatie            |
| ------------------------------------------------------------------- | -------------------------------------- | ---------------------------- |
| 1 De onverwachte gast + 2 De man uit het gesticht                   | The Unexpected Guest                   | The Sketch, 2 januari 1924   |
| 3 We horen meer over Li Chang Yen + 4 Het belang van een schapebout | The Adventure of the Dartmoor Bungalow | The Sketch, 9 januari 1924   |
| 5 Verdwijning van een geleerde + 6 De vrouw op de trap              | The Lady on the Stairs                 | The Sketch, 16 januari 1924  |
| 7 De radiumdieven                                                   | The Radium Thieves                     | The Sketch, 23 januari 1924  |
| 8 In het huis van de vijand                                         | In the House of the Enemy              | The Sketch, 30 januari 1924  |
| 9 Het geheim van de gele jasmijn + 10 Onderzoek te Croftlands       | The Yellow Jasmine Mystery             | The Sketch, 6 februari 1924  |
| 11 Een schaakprobleem                                               | The Chess Problem                      | The Sketch, 13 februari 1924 |
| 12 Het lokaas + 13 De muis loopt in de val                          | The Baited Trap                        | The Sketch, 20 februari 1924 |
| 14 De geblondeerde vrouw                                            | The Adventure of the Peroxide Blonde   | The Sketch, 27 februari 1924 |
| 15 De vreselijke catastrofe                                         | The Terrible Catastrophe               | The Sketch, 5 maart 1924     |
| 16 De stervende Chinees                                             | The Dying Chinaman                     | The Sketch, 12 maart 1924    |
| 17 Nummer Vier wint een slag + 18 In het rotslabyrint               | The Crag in the Dolomites              | The Sketch, 19 maart 1924    |

## Verfilming
De Grote Vier werd in 2013 verfilmd als onderdeel van de serie Agatha Christie's Poirot. In de film wordt de rol van Poirot gespeeld door David Suchet en die van inspecteur Japp door Philip Jackson. De scenarioschrijvers baseerden het script slechts losjes op Christies werk. Zo werden bepaalde stukken niet verwerkt in het script en verschillende personages geschrapt. Voorts speelt Hastings een veel kleinere rol. Japp krijgt juist een grotere rol toebedeeld in de verfilming.